# Septoria dianthi
Septoria dianthi è una specie di fungo ascomicete della famiglia delle Mycosphaerellaceae. Parassita, causa la septoriosi delle piante di garofano.